# SHERPA (organización)
SHERPA (Asegurar un Entorno Híbrido para la Conservación y el Acceso a la Investigación por sus siglas en inglés) es una organización creada en 2002 para ejecutar y administrar el Proyecto SHERPA. 

## Historia
SHERPA comenzó como un esfuerzo para apoyar el establecimiento de una serie de repositorios institucionales de acceso abierto con sede en universidades del Reino Unido. SHERPA fue fundada en 2002 por Stephen Pinfield, quien continuó como su director hasta 2012. A lo largo de su vida, SHERPA ha sido administrada por Bill Hubbard, primero como gerente y luego como director.
Además de un equipo con sede en Jisc (anteriormente la Universidad de Nottingham ), 33 instituciones y organizaciones de investigación conforman la Asociación SHERPA. La composición de esta asociación incluye muchas, si no todas, de las instituciones más activas en investigación del Reino Unido y brinda experiencia dirigida por profesionales al equipo del proyecto.

## Premios
El trabajo de SHERPA  fue reconocido  con el premio SPARC Europe Award for Outstanding Achievements in Scholarly Communication.

## Proyectos y servicios actuales
SHERPA se involucra como socio o asesor en un gran número de proyectos y servicios, que incluyen:
- HECHO — Herramienta de cumplimiento de financiadores y autores — ayuda a los autores a cumplir con las políticas de los financiadores de la investigación sobre el acceso abierto a las publicaciones
- SHERPA/RoMEO|RoMEO: lista definitiva de los acuerdos de derechos de autor de los editores y los derechos de autor retenidos
- SHERPA/Juliet|Juliet: mandatos y directrices de archivo de los financiadores de la investigación
- OpenDOAR : un directorio de repositorios de acceso abierto en todo el mundo

### SHERPA/RoMEO
SHERPA/RoMEO es un servicio  que facilita las políticas de autoarchivo de derechos de autor y acceso abierto de las revistas académicas. RoMEO es un acrónimo de Rights MEtadata for Open archiving.
Sherpa utilizó un esquema de codificación por colores para clasificar a los editores de acuerdo con su política de autoarchivo. Esto muestra a los autores si la revista permite el archivo de preprints o postprints en sus acuerdos de transferencia de derechos de autor. Actualmente tiene registros de más de 22.000 revistas. Los códigos de color se retiraron en 2020, con el lanzamiento de un nuevo sitio.

### SHERPA/Julieta
SHERPA/Juliet es una base de datos en línea de mandatos de acceso abierto adoptados por organismos académicos. Es parte del conjunto de servicios SHERPA en torno al acceso abierto y está a cargo de Jisc (anteriormente la Universidad de Nottingham).
La base de datos contiene información sobre más de 100 financiadores, en su mayoría del Reino Unido. Para cada uno de ellos, Juliet indica su política con respecto al autoarchivo, las revistas de acceso abierto y el archivo de datos de investigación. Los usuarios pueden sugerir actualizaciones de los registros o la incorporación de un nuevo financiador
Este servicio es principalmente útil para los investigadores que han recibido financiación basada en proyectos y quieren un resumen claro de su patrocinador.

## Proyectos completados
- Proyecto de soporte de repositorios (RSP): servicio de soporte para el crecimiento del repositorio en el Reino Unido
- EThOS - desarrollo de un servicio nacional de tesis
- Proyecto SHERPA, que ayudó a desarrollar archivos en instituciones dirigidas por la investigación
- SHERPA Plus: expansión de la red de repositorios en el Reino Unido
- SHERPA DP - mirando modelos de preservación
- PROSPERO: explorando un repositorio provisional para académicos del Reino Unido
- the Depot: depósito provisional con sede en el Reino Unido (derivado del proyecto PROSPERO)
- DRIVER (Digital Repository Infrastructure Vision for European Research): desarrollo de una infraestructura de red de repositorio transeuropea
- UKCoRR - Consejo de Repositorios de Investigación del Reino Unido, organización profesional para administradores y gerentes de repositorios de acceso abierto del Reino Unido. Una salida de SHERPA Plus.